# Guptariket

Guptariket var ett rike i Indien, grundat 275 e.Kr. och som bestod till ungefär 550 e. Kr. Riket innebar en kulturell blomstringsperiod för Indien. 
Värdet av "pi" beräknades för första gången av matematikern Aryabhata 499 e. Kr. Aryabhata fastslog också att jorden är rund och roterar runt sin egen axel. Han beräknade även solårets längd till exaktheten av 365,358 dagar.
Den indiska handeln med romarriket avtog vid tiden för Guptarikets uppkomst. Istället kom man att under Guptariket handla med Sydostasien.

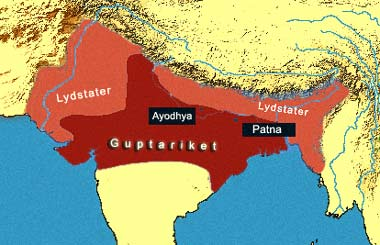
Guptariket; omkring Chandragupta II:s regeringstid

## Historia
Under 300-talets politiska och militära kaos i Indien gick Kushanriket under. Indien utsattes för upprepade invasioner av främmande riken. Vid detta avgörande tillfälle i historien steg den bihariske ("Magadha") fursten Chandragupta I fram som den indiska nationens räddare. Han bekämpade framgångsrikt ockupanterna och grundlade Guptadynastin, som skulle hålla sig kvar vid makten i 275 år, under en period som ofta kallas Indiens Guldålder. Under kung Chandragupta I stärktes Guptariket genom en framsynt dynastisk politik, där kungen gifte sig med Lichchaviprinsessan Kumaradevi, vilket gav Guptas ett välkommet tillskott av strategiskt inflytande och ökad prestige. Giftermålet gav också kungen ett tillfälle att lägga beslag på hela den bördiga Gangesslätten. Under Chandragupta antog också Guptahärskaren för första gången titeln Maharajadhiraja (kejsare).

### Samudragupta
Under kung Samudragupta byggdes det kända buddhistiska templet i Bodh Gaya och klippelaren vid Allahabad. Riket utökades under denna tid över hela norra Indien. Även kungarna i centrala Indien och på Deccan besegrades, men de tilläts behålla sina riken.
Till skillnad från sina föregångare var Samudragupta hindu. Under hans tid inleddes Guptakungarnas mynttillverkning, och på ett av mynten från denna period kan Samudragupta iakttas under en hinduisk hästofferceremoni. Impulsen att tillverka mynt kom för övrigt från Kushanriket, väster om Guptariket. Mynten från Samudraguptas tid avslöjar också kungens böjelser för kulturyttringar: Sannolikt var han själv en skicklig lyrospelare, och kring sig i sitt hov samlade han lärda, poeter och konstnärer.

### Chandragupta II
Guptarikets framgångar fortsatte under Samudraguptas son, Chandragupta II, som ersatte sin äldre bror Ramagupta på tronen efter bara 5 år. Chandragupta II gifte sig med prinsessan Kubernaga dotter till en Nagafurste. Sin egen dotter Prabhavati gifte kungen bort med en furste på Deccan.
Sin största militära framgång nådde Chandragupta när han besegrade härskaren över Malawa och Saurashtra, belägna i nuvarande Gujarat och Rajasthan. Kungen fick tillnamnet Shakari, efter att egenhändigt ha dödat Shakas kung i dennes egen huvudstad. Förutom byggandet av överdådiga palats byggde Chandragupta II även ut ett socialt skyddsnät, där fattiga kunde få gratis medicin.
Templet Vaishnavite Tigawa, byggt av Chandragupta II, står ännu kvar i Jabalpur, Madhya Pradesh. Sannolikt var det också denne kung som lät uppföra "järnpelaren" i Meharulli, som än idag står kvar, utan ens att vara anfrätt av rost. Den legendariske sanskritpoeten Kalidasa var verksam vid Chandragupta II:s hov.

### Kumaragupta I
Chandragupta II efterträddes av sin son Kumaragupta I. Riket sträckte sig nu över hela nuvarande Indien, med undantag för de fyra sydligaste delstaterna. Liksom många av sina föregångare gynnade Kumaragupta I konsten och andra kulturyttringar. Han påstås även ha grundat ett universitet i Nalanda, vilket sedan fanns kvar fram till 1100-talet. Kungen präglade 14 olika guldmynt, vilket är rekord i den indiska historien. Den indiska arkeologin har dock funnit fler guldmynt från Chandragupta II:s regeringstid. Kumaragupta slog dock även mynt av silver.
Kumaragupta I regerade fram till 455 e. Kr.

### Skandagupta
Under Skandaguptas regeringstid råkade Guptariket för första gången ut för allvarliga svårigheter: Huna-folket invaderade Indien, men slogs delvis tillbaka av Skandaguptas trupper. Guptakungarnas ställning försvagades dock, riket lämnades inte helt intakt av Huna-invasionen och det hotades även av uppror från Pushyamitraklanen.

### Rikets nedgång
Efter Skandagupta följde svaga ledare, Purugupta (467–473), Kumaragupta II (473–476), Budhagupta (476–495?), Narasimhagupta, Kumaragupta III, Vishnugupta, Vainyagupta och Bhanugupta. På 480-talet bröt Heftaliterna igenom Guptarikets försvarslinje i nordväst och följdes I början av 500-talet av hunnerna, som la stora delar av riket under sig.
Det tempel som Vainyagupta lät bygga i Deogarhnear Jhansi står fortfarande kvar, som en påminnelse om Guptarikets epok.

## Regentlängd[3]
- Sri Gupta (275-300)
- Ghatotkacha (300-320)
- Chandra Gupta I (320-335)
- Samudra Gupta (335-370)
- Rama Gupta (370-375)
- Chandra Gupta II (375-415)
- Kumara Gupta I (415-455)
- Skanda Gupta (455-467)
- Puru Gupta (467–473)
- Kumara Gupta II (467-476)
- Budha Gupta (476-496)
- Chandra Gupta III (496-500)
- Vainya Gupta (500-515)
- Narasimha Gupta (510-530)
- Kumara Gupta III (530-540)
- Vishnu Gupta (540-550)
- Vainya Gupta (?-?)
- Bhanu Gupta (?-?)
- Shashank Gupta (?-?)
- Neerav Gupta (?-?)
- Shiva Gupta II (?-?)

## Språk
I Guptariket användes ett stavelsealfabet efter mönster från Brahmiskriften, härstammande från Nordindien. Alfabetet användes från 300-talet till 700-talet, när det kom att ersättas av Nagari- och Saradaalfabetena.
På många av de mynt som präglades under Guptariket användes inte guptaskriften, utan den äldre brahmiskriften.
Det råder inte enighet om hur det språk som talades i Guptariket ska klassificeras. Under det tidiga Guptariket var det i vart fall prakrit som var folkspråket, medan sanskrit var hovets, eller det officiella språket.
Prakrit kan jämföras med den roll vulgärlatinet hade som ledet mellan latin och romanska språk. Det moderna språket hindi utvecklades ur prakrit.